# Marco Bizot
Marco Bizot (Hoorn, 10 de março de 1991) é um futebolista neerlandês que atua como goleiro. Atualmente, joga no Aston Villa.

## Carreira

### Ajax
Marco Bizot começou sua carreira em sua juventude no SV Westfriezen em Zwaag, Holanda. Foi aqui que foi descoberto aos dez anos e trazido para as categorias de base do Ajax em 2000, de onde começou nas categorias de base. Ele se juntou à seleção do Jong Ajax para a temporada 2010-11, onde teve bastante tempo de jogo com os treinadores Pieter Huistra e Fred Grim. Depois de uma temporada de sucesso com o Jong Ajax, Bizot recebeu uma extensão de contrato e foi emprestado a Cambuur na Eerste Divisie holandesa para a temporada 2011-12, a fim de ganhar experiência e se provar como jogador.

### AZ Alkmaar
Em 10 de maio de 2017, Bizot assinou um contrato na AZ. Ele foi escolhido para substituir Tim Krul, que voltou ao Newcastle United após um período de empréstimo. Bizot jogou todos os 40 jogos oficiais na temporada seguinte e chegou à final da Copa KNVB. Depois do verão, ele permaneceu consistente com o maior número de lençóis limpos de todos os tempos na Eredivisie. Em fevereiro de 2020, ele estendeu seu contrato até meados de 2022.

## Carreira internacional
Bizot ganhou sua primeira convocação internacional completa na primeira Seleção da Holanda de Ronald Koeman em março de 2018. Ele fez sua estreia em um amistoso contra a Espanha no dia 11 de novembro de 2020.